# Psyrassa brevicornis
Psyrassa brevicornis là một loài bọ cánh cứng trong họ Cerambycidae.